# Chuxiongosaurus lufengensis
Il chuxiongosauro (Chuxiongosaurus lufengensis) è un dinosauro erbivoro appartenente ai sauropodomorfi. Visse nel Giurassico inferiore (circa 200 milioni di anni fa) e i suoi resti sono stati ritrovati in Cina.

## Descrizione
Questo dinosauro è stato descritto per la prima volta nel 2010 ed è basato sul fossile di un cranio quasi completo. Il cranio conserva alcune caratteristiche dei sauropodomorfi arcaici come Thecodontosaurus (ad esempio l'osso lacrimale perpendicolare al margine ventrale della mascella), mentre altre caratteristiche lo avvicinano ad altri sauropodomorfi più derivati, come Anchisaurus. La mandibola possedeva 25 denti a forma di foglia, la cui corona non era ristretta alla base come nei successivi sauropodi. Il cranio era di forma allungata e la punta del muso tendeva verso il basso. Chuxiongosaurus doveva essere un erbivoro di medie dimensioni, che probabilmente poteva spostarsi sia a due che a quattro zampe.

## Classificazione
I resti di Chuxiongosaurus indicano che questo animale possedeva caratteristiche miste, e che probabilmente era più derivato dei sauropodomorfi arcaici come Thecodontosaurus e Pantydraco. Era tuttavia più basale di Anchisaurus e Melanorosaurus, ovvero i sauropodomorfi più vicini all'origine dei sauropodi. Gli autori dello studio, in ogni caso, considerano Chuxiongosaurus il primo sauropode basale noto nel Giurassico inferiore cinese.